# Сакамаки, Кадзуо
Кадзуо Сакамаки (яп. 酒巻和男, 8 ноября 1918 — 29 ноября 1999) — японский военно-морской офицер, первый японский военнопленный во Второй мировой войне, захваченный американскими войсками.

## Биография

### Атака на Пёрл-Харбор

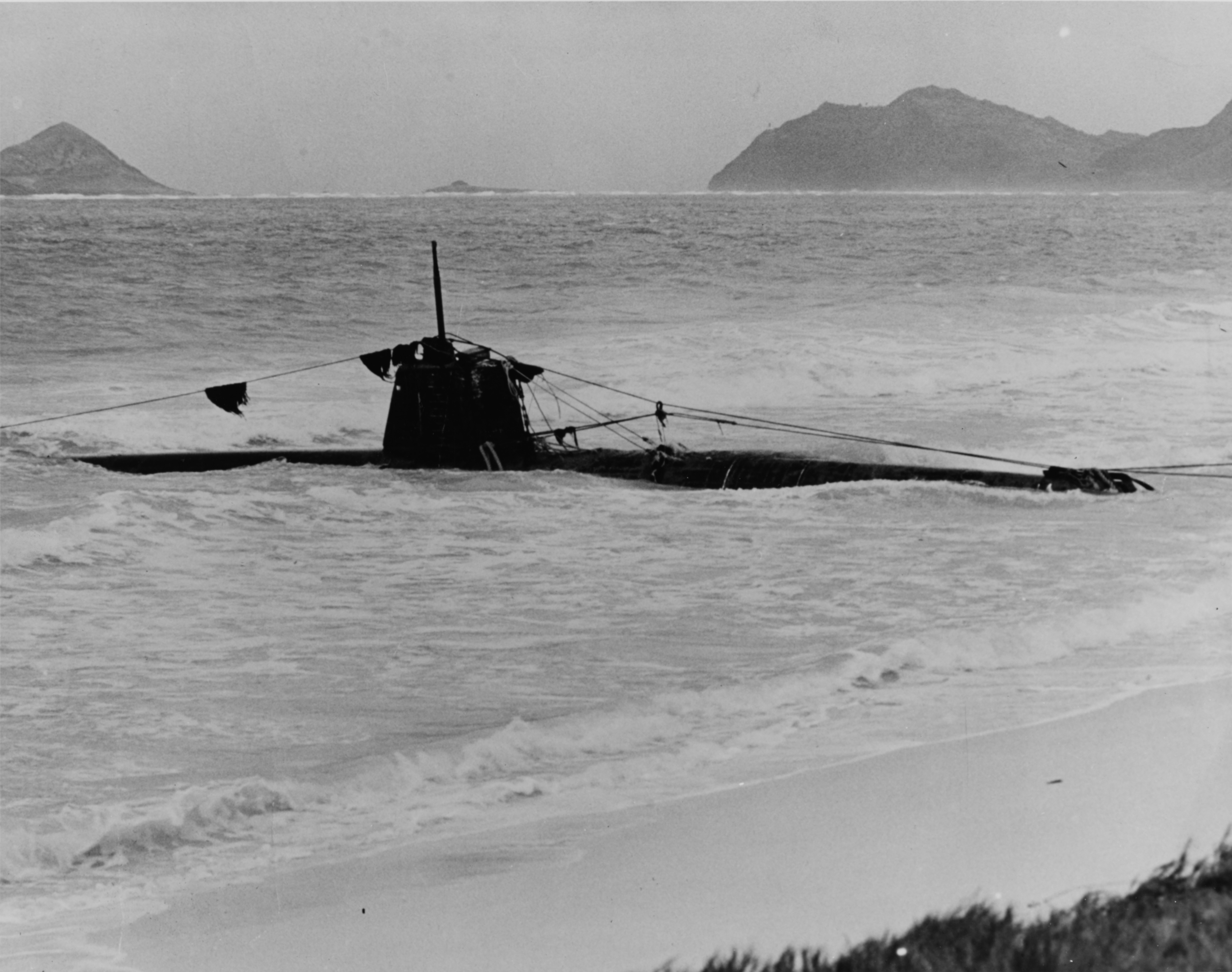
Подводная лодка Сакамаки, севшая на мель

Сакамаки был одним из десяти моряков (5 офицеров и 5 унтер-офицеров), которые вызвались атаковать Пёрл-Харбор на сверхмалых подводных лодках 7 декабря 1941 года. Девять из десяти добровольцев погибли, а Сакамаки попал в плен. По другим данным, кроме Сакамаки, спасся ещё матрос Накадзава, чья лодка была потоплена в канале. После войны он остался в США, владел рестораном в Бостоне. Был приглашён в Пёрл-Харбор, когда его подлодка была поднята американскими спасателями.
Из-за поломки компаса его подводная лодка села на рифы и получила повреждения нижней части торпедного аппарата и рулей. Экипажу удалось освободить лодку, но через некоторое время из аккумуляторных батарей началась утечка ядовитого хлора. Сакамаки принял решение направить лодку на мель, чтобы там её подорвать. Он привёл в действие запал взрывного устройства и выпрыгнул в море. Из-за отравления газом Сакамаки потерял сознание и его выбросило на берег, где он был подобран американским патрулём. Сакамаки невольно стал первым японским военнопленным. Его подводная лодка была захвачена неповреждённой (заряд не сработал из-за попадания в него воды) и доставлена в США в национальный музей ВМС США в городе Фредериксберг, штат Техас.

### Послевоенные годы
Остаток войны Сакамаки провёл в лагерях для военнопленных на континентальной части Соединённых Штатов. По окончании войны он был репатриирован в Японию. К этому времени он стал убеждённым пацифистом. В Японии Сакамаки был принят очень холодно. Он написал книгу мемуаров «Первый военнопленный», которая была издана в 1949 г. в Японии и в том же году в США — под названием «Я атаковал Пёрл-Харбор», после чего отказался говорить о войне.
После войны Сакамаки работал в «Toyota Motor Corporation», став президентом бразильского филиала в 1969 году. В 1983 году он вернулся в Японию и работал на «Toyota» до выхода на пенсию в 1987 году. Он провёл остаток своей жизни в Японии до самой своей смерти в 1999 году в возрасте 81 года.